# Rafael Advanced Defense Systems
Rafael Advanced Defense Systems Ltd. (івр. רפאל - מערכות לחימה מתקדמות בע"מ) — ізраїльська компанія, виробник озброєння, один з основних розробників зброї для ЦАГАЛю, входить в четвірку найбільших ізраїльських фірм-експортерів озброєнь.
Організація була створена в 1948 році і спочатку мала назву HEMED. У 1952 році Давид Бен-Ґуріон вирішив розділити HEMED на дві агенції: чисті наукові дослідження залишились у HEMED, а розробка зброї була розміщена в новому агентстві EMET. У 1954 році Бен-Гуріон вирішив перейменувати організацію в RAFAEL. У 1958 році компанія отримала назву RAFAEL.

## Продукція, товари та розробки
Основна область досліджень: ракетні та авіаційні технології, системи ППО, тактична ракетна зброя. Найвідомішими розробками компанії є система ППО Залізний купол, ПТРК Спайк, ЗРК SPYDER, танковий захист Трофі, гранатомет MATADOR та інші.

## Відомі працівники
- Ґавріель Ідан[en] — розробляв системи оптичного наведення для ракет, згодом заснував компанію Given Imaging[en], яка виробляє мініатюрні безпровідні камери-пігулки для ендоскопії.[8]